# マクシミリアン2世 (バイエルン王)
マクシミリアン2世（Maximilian II., 1811年11月28日 - 1864年3月10日）は、バイエルン王国の第3代国王（在位：1848年 - 1864年）。第2代国王ルートヴィヒ1世の長男。全名はマクシミリアン・ヨーゼフ（Maximilian Joseph）。
1811年11月28日、ルートヴィヒ1世（当時王太子）とその妃であったザクセン＝ヒルトブルクハウゼン公フリードリヒの娘テレーゼの間に第一子としてミュンヘンで生まれた。弟にギリシャ国王オソン1世、バイエルン摂政ルイトポルトらがいる。
1832年、シュヴァンシュタイン城を購入、1853年にこの城をホーエンシュヴァンガウ城に改築。歴史家のレオポルト・フォン・ランケを招いたことでも知られる。
1864年3月10日にミュンヘンで死去、当地のテアティナー教会に葬られた。

## 子女

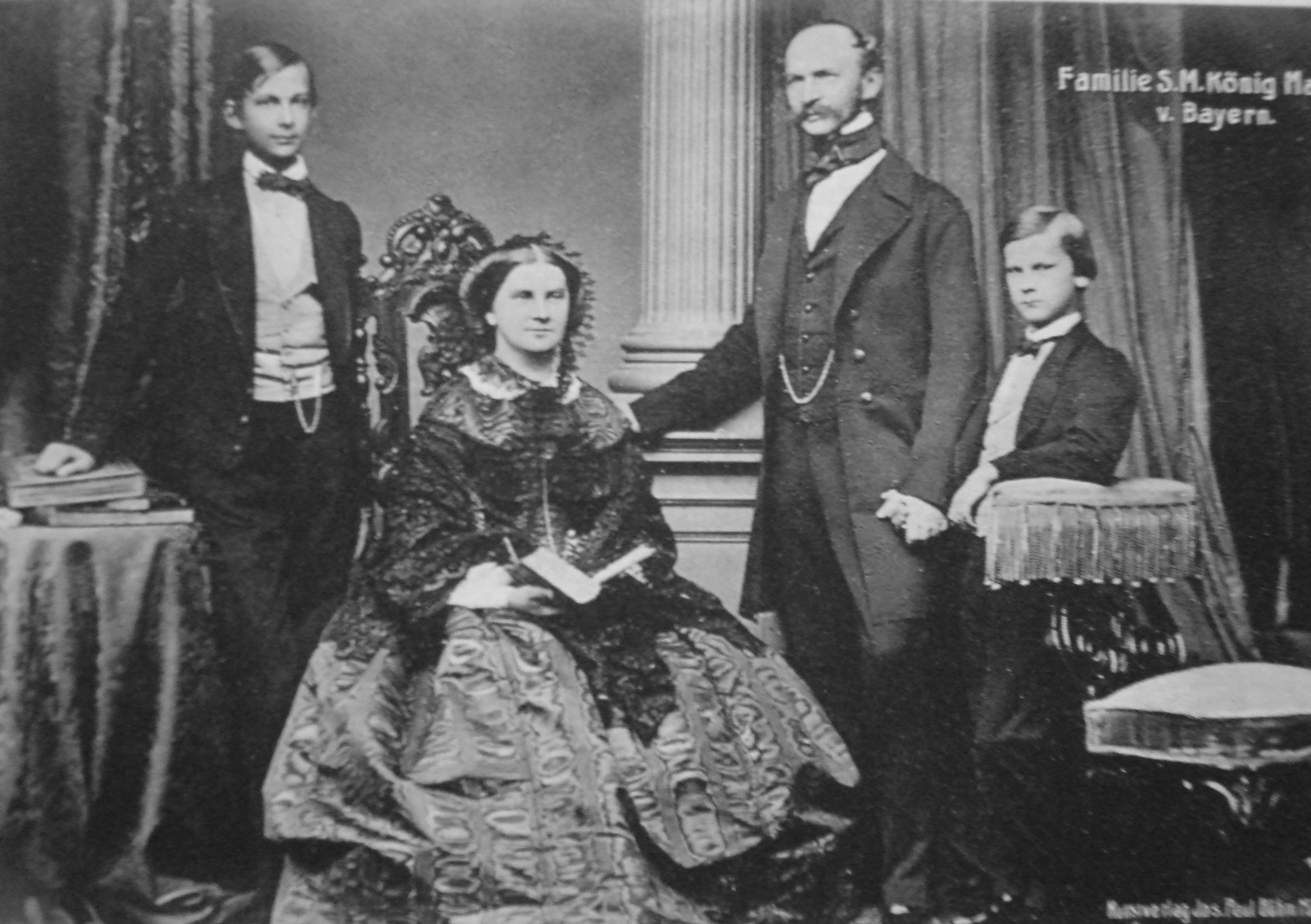
マリー王妃と家族
_{左端がルートヴィヒ、右端がオットー}

マクシミリアン2世は1842年にプロイセン王子ヴィルヘルムの娘マリーと結婚した。彼女との間には以下の二男をもうけた。
- ルートヴィヒ・オットー・フリードリヒ・ヴィルヘルム （1845年 - 1886年、バイエルン王）
- オットー・ヴィルヘルム・ルイトポルト・アーダルベルト・ヴァルデマール （1848年 - 1916年、バイエルン王）